# Dominique Pifarély

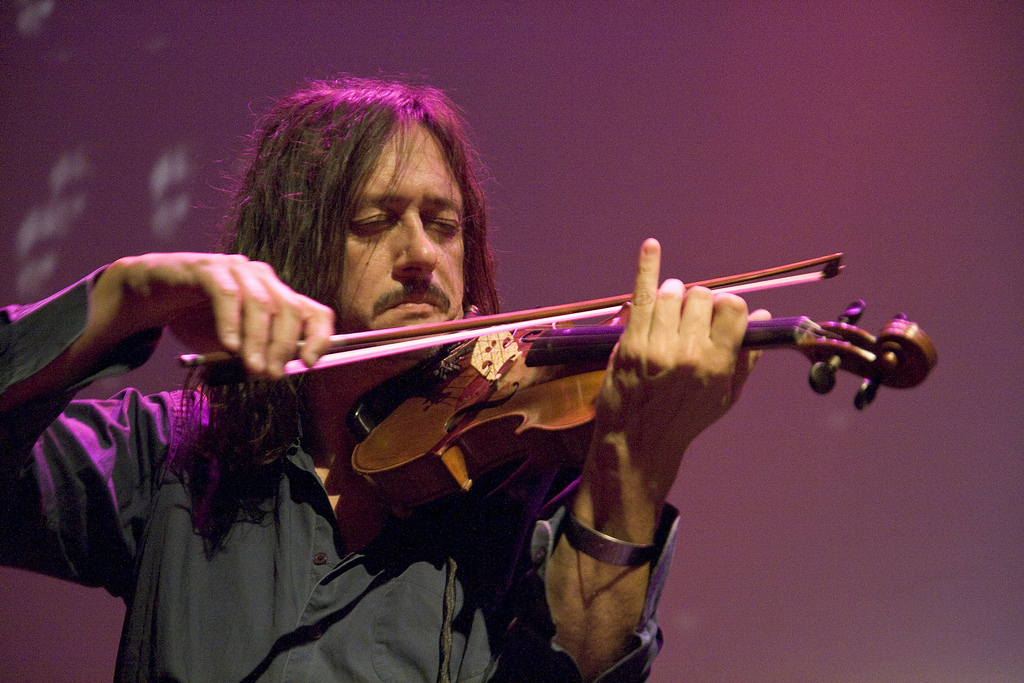
Dominique Pifarély

Dominique Pifarély (Bègles 1957) is een Frans jazzviolist.

## Levensloop
Pifaréli bracht zijn jeugd door in Montreuil, alwaar hij ook het plaatselijk conservatorium bezocht. Sinds 1978 wijdt hij zich aan de jazz en improvisatie. Gedurende zijn loopbaan speelt hij solo, gaat samenwerkingsverbanden aan en speelt ook in ensembles. Hij komt daarbij in aanraking met musici met dezelfde ideeën zoals Didier Levallet, Gérard Marais, Louis Sclavis, Martial Solal, Eddy Louiss, François Jeanneau, Jean-Paul Celea, François Couturier, Denis Badault, Patrice Caratini, maar ook speelt hij in een Brits orkest onder leiding van Mike Westbrook en het Vienna Art Orchestra in Oostenrijk.
Hij heeft zelf ook jazzkwartetten opgericht, onder andere ook weer met Louis Sclavis (Sclavis-Pifarély kwartet) met Bruno Chevillon en Marc Ducret. Zij treden op diverse festivals over de gehele wereld op. Naast gecomponeerde muziek maakt hij ook deel uit van het ensemble "Dédales", dat deels ook improvisaties speelt. Dat is ook het geval in een samenwerkingsverband genaamd "Impromptu" met de pianist François Couturier.
Pifarély beperkt zich niet alleen tot muziek, hij is betrokken bij theaterprojecten, waarbij muziek een onderdeel van het geheel is. Ook daarmee trekt Pifarély de wereld door, met name met de voorstelling Anabasis (voor kamerkoor, zes musici en twee sprekers).
In 2007 richtte hij een trio op met Julien Pasovani (Hammondorgel) en Eric Groleau (slagwerk).
Tot slot is hij betrokken bij het Centre de Formation de Musiciens Intervenant, een onderdeel van de Universiteit van Poitiers en geeft masterclasses.

## Discografie

### Als leider of co-leider
- 1987, Eowyn, Didier Levallet/Gérard Marais/D.Pifarély, Label Bleu
- 1988, Insula Dulcamara, D.Pifarély, Nocturne
- 1992, Oblique, D.Pifarély, IDA 034
- 1993, Acoustic quartet, Louis Sclavis/D.Pifarély, ECM 1526
- 1996, Icis, D.Pifarély/C.Zingaro, In Situ 167
- 1997, Poros, D.Pifarély/François Couturier, ECM 1647
- 2005, Instants retrouvés, D.Levallet/G.Marais/D.Pifarély, L’Allan (beperkte oplage)
- 2008, Impromptu, D.Pifarély/F.Couturier/Dominique Visse, Poros éditions ACDP 001
- 2008, Dominique Pifarély Trio, D.Pifarély/Julien Padovani/Éric Groleau, Poros éditions ACDP 002
- 2008, Peur, D.Pifarély et François Bon, met François Corneloup, E.Groleau et T.Balasse, Poros éditions ACDP 003
- 2009, Nommer chaque chose à part, D.Pifarély et l'ensemble Dédales, Poros éditions ACDP 004
- 2010, Prendre corps (récital Ghérasim Luca), D.Pifarély (viool) et Violaine Schwartz (stem), Poros éditions ACDP 005

### Met Louis Sclavis
- Danses et autres scènes (Louis Sclavis - Label Bleu)
- Dans la nuit (Louis Sclavis - Ecm)
- Les violences de Rameau (Louis Sclavis sextet - Ecm 1588)
- Rouge (Louis Sclavis quintet - Ecm 1458)
- Ellington on the air (Louis Sclavis sextet - Ida 032)
- Chamber music (Louis Sclavis septet - Label Bleu)
- Chine (Louis Sclavis quintet - Label Bleu)

### Met Marc Ducret
- Qui parle ? (Marc Ducret - Sketch)
- Tower, vol; 2 (Marc Ducret - Ayler records)

### Met Michele Rabbia en Stefano Battaglia
- Atem (Stefano Battaglia, Michelle Rabbia, Michel Godard, Vincent Courtois, Dominique Pifarély - Splash)
- Raccolto (Stefano Battaglia, Michelle Rabbia, Dominique Pifarély - Ecm 1933/34)

### Met Tim Berne
- Insomnia (Tim Berne, Baikida Carroll, Chris Speed, Dominique Pifarély, Erik Friedlander, Jim Black, Marc Ducret, Michael Formanek - Cleanfeed)

### Met François Corneloup
- Next (François Corneloup, Hope street)

### Met Hugo Carvalhais
- Particula (Hugo Carvalhais - Cleanfeed)

### Met Didier Levallet
- Paris-suite (Didier Levallet Super String System - Evidence)
- Eurydice (Didier Lavallet Swing String System - Evidence)

### Met Vincent Courtois
- Pleine lune (Vincent Courtois - Nocturne)
- The fitting room (Vincent Courtois, Marc Ducret, Dominique Pifarély - Enja)

### Met Eddy Louiss
- Sang mêlé (Eddy Louis - Nocturne)
- Multicolor feeling (Eddy Louiss Multicolor feeling - Nocturne)

### Met Mike Westbrook
- On Duke's birthday (Mike Westbrook Orchestra - Hat Hut)
- The Orchestra of Smith's Academy (Mike Westbrook Orchestra - Enja)

### Met Denis Badault
- En vacances, au soleil (La bande à Badault - Label Bleu)

### Met Gérard Marais
- Est (Gérard Marais - Hopi)

### Met Andreas Willers
- The ground music (Andreas Willers octet - Enja)
- Montauk (Andreas Willers - Between the lines)

### Met de Celea-Couturier group
- Black moon (Jean-Paul Celea, François Couturier, François Laizeau, Dominique Pifarély - Blue silver)

### Met Rabih Abou Khalil
- Yara (Rabih Abou Khalil, Nabil Khayat, Vincent Courtois, Dominique Pifarély - Enja)

### Met Dominique Cravic
- Cordes et lames (Dominique Cravic, Didier Roussin, Francis Varis, Yves Torchinsky and many others - Jazz in Paris HS vol.11)

### Met Safi Boutella
- Mejnoun (Safi Boutella - Indigo)